# Медвенка (річка)
Медве́нка (рос. Медвенка), іноді Медве́дка — річка в Росії, протікає в Одинцовському районі Московської області. Права притока Москви-ріки.

## Географія
Річка Медвенка бере початок у селі Жаворонки. Тече на північ, перетинає Можайське і Рубльово-Успенське шосе. Найбільша притока — річка Закза. Вздовж течії річки розташовані такі населені пункти: Жаворонки, Калчуга, Перхушково, Нікольське, Лапіно, Солослово, Лизлово, Велике Сареєво і Мале Сареєво. Гирло річки знаходиться в 243 км по правому березі річки Москва, поруч села Усово. Довжина річки становить 11 км, площа водозбірного басейну — 46,4 км².
Назва може бути пов'язана з д.-рус. медвьныи («медовий, медвяний»), але з огляду на варіант Медведка не виключене й походження від діал. медведка («яр, дебр»).

## Дані водного реєстру
За даними державного водного реєстру Росії належить до Окського басейнового округу, водогосподарська ділянка річки — Москва від міста Звенигород до Рубльовського гідровузла, без річки Істра (від витоку до Істринського гідровузла), річковий підбасейн річки — басейни приток Оки до впадіння Мокші. Річковий басейн річки — Ока.
За даними геоінформаційної системи водогосподарського районування території РФ, підготовленої Федеральним агентством водних ресурсів:
- Код водного об'єкта в державному водному реєстрі — 09010101512110000023719
- Код з гідрологічної вивченості (ГВ) — 110002371
- Код басейну — 09.01.01.015
- Номер тома по ГВ-10
- Випуск по ГВ-0